# Wojciech Jędrzejewski
Wojciech Jędrzejewski (* 27. března 1968) je polský katolický teolog, člen dominikánského řádu. Je vedoucím a spoluzakladatelem internetového projektu "Mateusz".

## Životopis
Do řádu vstoupil v roce 1988. Na kněze byl vysvěcen 21. května 1994. Získal titul magistra teologie za práci o Cypriánovi z Kartága. Přednáší na Dominikánském kolegiu.
Šest let působil ve Varšavě jako kněz se zaměřením na mládež. Poté pracoval v Lodži.
Spolupracoval i s Radiem Plus. Publikuje v „Tygodniku Powszechnem”, „Więzi”, „Znaku”, „Gazetě Wyborcze” a „Życiu”. Jeho práce jsou na rozrahraní spirituality a psychologie.

## Publikace
- Fascynujące zaproszenie. Msza Święta krok po kroku
- Biblia enter
- Z Bogiem na czacie
- Tęsknota, która rozszerza serce
- Miłość, która ocala
- 10 sposobów na głupotę własną
- Uzdrowienie ze wstydu
- Katecheta w ringu
- Wada ciężka, czyli pycha
- Miłość potężniejsza niż śmierć
- Wybaw nas od zamętu
- Jak On to robi? Oblicza Bożej mocy
- Boska intymność
- Wiara, która uszczęśliwia